# Brigade z.b.V. 100 (Wehrmacht)
Die Brigade z.b.V. 100 war eine deutsche Infanteriebrigade im Zweiten Weltkrieg, die kurzzeitig zu Kriegsende bestand.

## Geschichte
Die Brigade z.b.V. 100 wurde im Februar 1945 aus der Gruppe Berger aufgestellt. Kommandeur war u. a. der Oberst Lothar Berger, welcher für die Führung der Brigade am 28. März 1945 mit dem Eichenlaub zum Ritterkreuz des Eisernen Kreuzes ausgezeichnet wurde. Ende März 1945 gab er das Kommando wieder ab. Über den weiteren Einsatz der Brigade ist nichts bekannt.

## Vermutliche Gliederung
- Volksgrenadier-Regiment 94 mit zwei Kompanien
- Volksgrenadier-Regiment 95 mit zwei Kompanien
- Panzerzerstörer-Kompanie 100